# Arima Heights-Temple Village
Arima Heights-Temple Village es una villa de Trinidad y Tobago, que forma parte de la región de Tunapuna-Piarco.

## Geografía
La villa abarca parte de la isla Trinidad y limita al norte con La Laja, al sur con La Resource, Sherwood Park, Calvary Hill (localidad perteneciente al borough de Arima)  y Maturita, al este con Heights of Guanapo y al oeste con Lopinot Village.

## Demografía
Datos demográficos de la villa de Arima Heights-Temple Village:
| Gráfica de evolución demográfica de Arima Heights-Temple Village entre 2000 y 2011 |
|                                                                                    |